# Мат ферзем
Мат ферзе́м — мат у шаховій грі, що досягається при положенні одинокого короля на краю дошки не пізніше 10-го ходу з будь-якої початкової позиції сумісними діями короля і ферзя сильнішої сторони. 

## Умови для мату
Ферзь без сторонньої допомоги здатен відтіснити ворожого короля на край дошки. Щоб швидко це зробити, слід розташовувати ферзя на відстані ходу коня від короля ворога. Однак для створення мату ферзь потребує підтримки свого короля.
Типові заключні позиції при матуванні ферзем у правому верхньому куті дошки:
| a4 | b4              | c4             | d4 чорний король |
| a3 | b3              | c3 білий ферзь | d3               |
| a2 | b2 білий король | c2             | d2               |
| a1 | b1              | c1             | d1               |

| a4 | b4 | c4 чорний король | d4 |
| a3 | b3 | c3 білий ферзь   | d3 |
| a2 | b2 | c2 білий король  | d2 |
| a1 | b1 | c1               | d1 |

| a4 білий ферзь | b4 | c4 | d4 чорний король |
| a3             | b3 | c3 | d3               |
| a2             | b2 | c2 | d2 білий король  |
| a1             | b1 | c1 | d1               |

| a4 | b4              | c4 | d4 чорний король |
| a3 | b3 білий король | c3 | d3               |
| a2 | b2              | c2 | d2               |
| a1 | b1              | c1 | d1 білий ферзь   |

## Приклад
|   | a                                                   | b                                                   | c                                                   | d                                                   | e                                                   | f                                                   | g                                                   | h                                                   |   |
| 8 | e6 чорний король · b2 білий ферзь · a1 білий король | e6 чорний король · b2 білий ферзь · a1 білий король | e6 чорний король · b2 білий ферзь · a1 білий король | e6 чорний король · b2 білий ферзь · a1 білий король | e6 чорний король · b2 білий ферзь · a1 білий король | e6 чорний король · b2 білий ферзь · a1 білий король | e6 чорний король · b2 білий ферзь · a1 білий король | e6 чорний король · b2 білий ферзь · a1 білий король | 8 |
| 7 | e6 чорний король · b2 білий ферзь · a1 білий король | e6 чорний король · b2 білий ферзь · a1 білий король | e6 чорний король · b2 білий ферзь · a1 білий король | e6 чорний король · b2 білий ферзь · a1 білий король | e6 чорний король · b2 білий ферзь · a1 білий король | e6 чорний король · b2 білий ферзь · a1 білий король | e6 чорний король · b2 білий ферзь · a1 білий король | e6 чорний король · b2 білий ферзь · a1 білий король | 7 |
| 6 | e6 чорний король · b2 білий ферзь · a1 білий король | e6 чорний король · b2 білий ферзь · a1 білий король | e6 чорний король · b2 білий ферзь · a1 білий король | e6 чорний король · b2 білий ферзь · a1 білий король | e6 чорний король · b2 білий ферзь · a1 білий король | e6 чорний король · b2 білий ферзь · a1 білий король | e6 чорний король · b2 білий ферзь · a1 білий король | e6 чорний король · b2 білий ферзь · a1 білий король | 6 |
| 5 | e6 чорний король · b2 білий ферзь · a1 білий король | e6 чорний король · b2 білий ферзь · a1 білий король | e6 чорний король · b2 білий ферзь · a1 білий король | e6 чорний король · b2 білий ферзь · a1 білий король | e6 чорний король · b2 білий ферзь · a1 білий король | e6 чорний король · b2 білий ферзь · a1 білий король | e6 чорний король · b2 білий ферзь · a1 білий король | e6 чорний король · b2 білий ферзь · a1 білий король | 5 |
| 4 | e6 чорний король · b2 білий ферзь · a1 білий король | e6 чорний король · b2 білий ферзь · a1 білий король | e6 чорний король · b2 білий ферзь · a1 білий король | e6 чорний король · b2 білий ферзь · a1 білий король | e6 чорний король · b2 білий ферзь · a1 білий король | e6 чорний король · b2 білий ферзь · a1 білий король | e6 чорний король · b2 білий ферзь · a1 білий король | e6 чорний король · b2 білий ферзь · a1 білий король | 4 |
| 3 | e6 чорний король · b2 білий ферзь · a1 білий король | e6 чорний король · b2 білий ферзь · a1 білий король | e6 чорний король · b2 білий ферзь · a1 білий король | e6 чорний король · b2 білий ферзь · a1 білий король | e6 чорний король · b2 білий ферзь · a1 білий король | e6 чорний король · b2 білий ферзь · a1 білий король | e6 чорний король · b2 білий ферзь · a1 білий король | e6 чорний король · b2 білий ферзь · a1 білий король | 3 |
| 2 | e6 чорний король · b2 білий ферзь · a1 білий король | e6 чорний король · b2 білий ферзь · a1 білий король | e6 чорний король · b2 білий ферзь · a1 білий король | e6 чорний король · b2 білий ферзь · a1 білий король | e6 чорний король · b2 білий ферзь · a1 білий король | e6 чорний король · b2 білий ферзь · a1 білий король | e6 чорний король · b2 білий ферзь · a1 білий король | e6 чорний король · b2 білий ферзь · a1 білий король | 2 |
| 1 | e6 чорний король · b2 білий ферзь · a1 білий король | e6 чорний король · b2 білий ферзь · a1 білий король | e6 чорний король · b2 білий ферзь · a1 білий король | e6 чорний король · b2 білий ферзь · a1 білий король | e6 чорний король · b2 білий ферзь · a1 білий король | e6 чорний король · b2 білий ферзь · a1 білий король | e6 чорний король · b2 білий ферзь · a1 білий король | e6 чорний король · b2 білий ферзь · a1 білий король | 1 |
|   | a                                                   | b                                                   | c                                                   | d                                                   | e                                                   | f                                                   | g                                                   | h                                                   |   |

Єдиною (за виключенням симетричних) позицією, де при своєму ході білі с ферзем проти одинокого короля не можуть поставити мат раніше від 10-го ходу. Будь-який хід білих (крім 1.Фe5+ і 1.Фf6+, де білі втрачають ферзя) приводить до мату за 10 ходів. Приклади розвитку подій:
1. Фd4 Kpf7 2. Фd6 Kpg7 3. Фe6 Kpf8 4. Фd7 Kpg8 5. Kpb2 Kpf8 6. Kpc3 Kpg8 7. Kpd4 Kpf8 8. Kpe5 Kpg8 9. Kpf6 Kph8 10. Фg7x
або
1. Фb1 Kpd5 2. Фf5+ Kpd6 3. Kpb2 Kpc6 4. Kpc3 Kpd6 5. Kpc4 Kpc6 6. Фe6+ Kpc7 7. Kpb5 Kpd8 8. Фf7 Kpc8 9. Kpc6 Kpb8 10. Фb7x

## Патові позиції
|   | a                                                   | b                                                   | c                                                   | d                                                   | e                                                   | f                                                   | g                                                   | h                                                   |   |
| 8 | d8 чорний король · c6 білий ферзь · f6 білий король | d8 чорний король · c6 білий ферзь · f6 білий король | d8 чорний король · c6 білий ферзь · f6 білий король | d8 чорний король · c6 білий ферзь · f6 білий король | d8 чорний король · c6 білий ферзь · f6 білий король | d8 чорний король · c6 білий ферзь · f6 білий король | d8 чорний король · c6 білий ферзь · f6 білий король | d8 чорний король · c6 білий ферзь · f6 білий король | 8 |
| 7 | d8 чорний король · c6 білий ферзь · f6 білий король | d8 чорний король · c6 білий ферзь · f6 білий король | d8 чорний король · c6 білий ферзь · f6 білий король | d8 чорний король · c6 білий ферзь · f6 білий король | d8 чорний король · c6 білий ферзь · f6 білий король | d8 чорний король · c6 білий ферзь · f6 білий король | d8 чорний король · c6 білий ферзь · f6 білий король | d8 чорний король · c6 білий ферзь · f6 білий король | 7 |
| 6 | d8 чорний король · c6 білий ферзь · f6 білий король | d8 чорний король · c6 білий ферзь · f6 білий король | d8 чорний король · c6 білий ферзь · f6 білий король | d8 чорний король · c6 білий ферзь · f6 білий король | d8 чорний король · c6 білий ферзь · f6 білий король | d8 чорний король · c6 білий ферзь · f6 білий король | d8 чорний король · c6 білий ферзь · f6 білий король | d8 чорний король · c6 білий ферзь · f6 білий король | 6 |
| 5 | d8 чорний король · c6 білий ферзь · f6 білий король | d8 чорний король · c6 білий ферзь · f6 білий король | d8 чорний король · c6 білий ферзь · f6 білий король | d8 чорний король · c6 білий ферзь · f6 білий король | d8 чорний король · c6 білий ферзь · f6 білий король | d8 чорний король · c6 білий ферзь · f6 білий король | d8 чорний король · c6 білий ферзь · f6 білий король | d8 чорний король · c6 білий ферзь · f6 білий король | 5 |
| 4 | d8 чорний король · c6 білий ферзь · f6 білий король | d8 чорний король · c6 білий ферзь · f6 білий король | d8 чорний король · c6 білий ферзь · f6 білий король | d8 чорний король · c6 білий ферзь · f6 білий король | d8 чорний король · c6 білий ферзь · f6 білий король | d8 чорний король · c6 білий ферзь · f6 білий король | d8 чорний король · c6 білий ферзь · f6 білий король | d8 чорний король · c6 білий ферзь · f6 білий король | 4 |
| 3 | d8 чорний король · c6 білий ферзь · f6 білий король | d8 чорний король · c6 білий ферзь · f6 білий король | d8 чорний король · c6 білий ферзь · f6 білий король | d8 чорний король · c6 білий ферзь · f6 білий король | d8 чорний король · c6 білий ферзь · f6 білий король | d8 чорний король · c6 білий ферзь · f6 білий король | d8 чорний король · c6 білий ферзь · f6 білий король | d8 чорний король · c6 білий ферзь · f6 білий король | 3 |
| 2 | d8 чорний король · c6 білий ферзь · f6 білий король | d8 чорний король · c6 білий ферзь · f6 білий король | d8 чорний король · c6 білий ферзь · f6 білий король | d8 чорний король · c6 білий ферзь · f6 білий король | d8 чорний король · c6 білий ферзь · f6 білий король | d8 чорний король · c6 білий ферзь · f6 білий король | d8 чорний король · c6 білий ферзь · f6 білий король | d8 чорний король · c6 білий ферзь · f6 білий король | 2 |
| 1 | d8 чорний король · c6 білий ферзь · f6 білий король | d8 чорний король · c6 білий ферзь · f6 білий король | d8 чорний король · c6 білий ферзь · f6 білий король | d8 чорний король · c6 білий ферзь · f6 білий король | d8 чорний король · c6 білий ферзь · f6 білий король | d8 чорний король · c6 білий ферзь · f6 білий король | d8 чорний король · c6 білий ферзь · f6 білий король | d8 чорний король · c6 білий ферзь · f6 білий король | 1 |
|   | a                                                   | b                                                   | c                                                   | d                                                   | e                                                   | f                                                   | g                                                   | h                                                   |   |

При матуванні ферзем слід уникати позицій дзеркального пату.

## Цікаві задачі
Відомі задач, де білий король знаходиться на c3 (або симетричних до нього полях c6, f6, f3), при цьому вводиться додаткова умова — білий король має бути нерухомим. У цьому випадку при довільному положенні білого ферзя і чорного короля мат досягається не пізніше від 23-го ходу.